# Musculus trapezius
Der Musculus trapezius oder Trapezmuskel (lateinisch trapezius ‚trapezförmig‘ von altgriechisch τράπεζα trápeza ‚vierbeiniger Tisch‘), teils auch Kapuzenmuskel oder Kappenmuskel genannt, ist  ein Skelettmuskel, der beiderseits am oberen Rücken und am Nacken die oberflächliche Schicht bildet und zur Schultergürtelmuskulatur zählt, nicht zur tiefen Rückenmuskulatur. Er entspringt vom Hinterhauptsbein, dem Nackenband und den Dornfortsätzen der Brustwirbel und setzt jederseits am seitlichen Schlüsselbeinende und am Schulterblatt an.
Die Flächen der beiden dreiecksförmigen Einzelmuskel formen zusammen ein Viereck, ihr gemeinsamer Sehnenspiegel über der Wirbelsäule hat eine Rautenform.

## Anteile
Der Trapezmuskel besteht beim Menschen aus drei Anteilen:
- Die Pars descendens (lat. für „absteigender Teil“) ist der Teil oberhalb des Schulterblatts („oberer Kapuzenmuskel“).
Ursprung: Hinterhauptbein, Nackenband und Halswirbel, Ansatz: seitliches Drittel des Schlüsselbeins.
Funktion: dreht den Kopf, hebt die Schultern. Durch muskuläre Hypertrophie kann ein Stiernacken entstehen.
- Die Pars transversa (lat. für „querender Teil“) ist der Teil zwischen Brustwirbeln und Schultergelenk („mittlerer Kapuzenmuskel“).
Ursprung: 7. Halswirbel bis 3. Brustwirbel, Ansatz: Acromion.
Funktion: zieht die Schultern zusammen.
- Die Pars ascendens (lat. für „aufsteigender Teil“) ist der Teil unterhalb des Schulterblatts („unterer Kapuzenmuskel“).
Ursprung: 4. bis 12. Brustwirbel, Ansatz: Spina scapulae.
Funktion: senkt die Schultern.

In der Tieranatomie unterscheidet man eine Pars cervicalis (Halsteil) und eine Pars thoracica (Brustteil).

## Funktion
Die drei Anteile des Musculus trapezius sind für verschiedene Bewegungen verantwortlich. Die Pars descendens und ascendens drehen das Schulterblatt zur Seite und nach oben, wodurch der Arm über die Horizontale gehoben werden kann. Die Pars descendens allein dreht das Schulterblatt nach oben. Die Pars transversa dreht bei alleiniger Wirkung das Schulterblatt zur Mitte hin. Alle drei Anteile zusammen drehen bei einseitiger Wirkung Kopf und Halswirbelsäule zur Gegenseite, bei beidseitiger Aktion kommt es zur Streckung der Halswirbelsäule.

## Klinik
Bei einer Lähmung des Musculus trapezius steht die kranke Schulter etwas nach vorn und tiefer. Der mittlere Rand des Schulterblatts (Margo medialis scapulae) steht schief von oben außen nach innen unten vom Rücken ab. Bei seitlicher Hebung des Armes kann dieser nicht bis zur Horizontalen geführt werden. Der Halt des Schulterblatts an der Wirbelsäule ist stark geschwächt und nicht mehr gesichert.

## Varietäten
Gelegentlich kann der Musculus trapezius mit dem Musculus sternocleidomastoideus verwachsen sein. Diese Varietät erklärt sich aus der gemeinsamen embryonalen Anlage der Muskeln, die beide vom elften Hirnnerv (Nervus accessorius) versorgt werden. Erst durch Aufteilung der gemeinsamen Muskelanlage und Trennung des Musculus sternocleidomastoideus vom Musculus trapezius entsteht das seitliche Halsdreieck (Regio cervicalis lateralis).